# Bad Kreuznach (huyện)
Bad Kreuznach là một huyện ở Rheinland-Pfalz, Đức. Đô thị này có diện tích km², dân số thời điểm 31 tháng 12 năm 2006 là người. Các huyện giáp ranh (từ phía bắc theo chiều kim đồng hồ): Rhein-Hunsrück, Mainz-Bingen, Alzey-Worms, Donnersbergkreis, Kusel và Birkenfeld.
Năm 1815, huyện Kreuznach được chính quyền Phổ thành lập. Năm 1932, huyện này đã được sáp nhập với huyện Meisenheim. Tên huyện được đổi từ Kreuznach thành Bad Kreuznach vào năm 1969.
Huyện tọa lạc ở vùng đồi giữa dãy núi Hunsrück ở phía bắc và Nordpfälzer Bergland ở phía nam. Sông chính ở huyện là sông Nahe chảy vào huyện ở phía tây, qua Kirn, Bad Sobernheim và Bad Kreuznach, và rời huyện ở đông bắc. Hai bên bờ vùng hạ lưu sông này là các cánh đồng nho.

## Các đô thị
| Thị xã không thuộc Verband |
| -------------------------- |
| 1. Bad Kreuznach 2. Kirn   |

| Verbandsgemeinden | Verbandsgemeinden | Verbandsgemeinden |
| --- | --- | --- |
| - 1. Bad Kreuznach [seat: Bad Kreuznach] 1. Biebelsheim 2. Frei-Laubersheim 3. Fürfeld 4. Hackenheim 5. Neu-Bamberg 6. Pfaffen-Schwabenheim 7. Pleitersheim 8. Tiefenthal 9. Volxheim - 2. Bad Münster am Stein-Ebernburg 1. Altenbamberg 2. Bad Münster am Stein-Ebernburg1, 2 3. Duchroth 4. Feilbingert 5. Hallgarten 6. Hochstätten 7. Niederhausen 8. Norheim 9. Oberhausen an der Nahe 10. Traisen - 3. Bad Sobernheim 1. Auen 2. Bad Sobernheim1, 2 3. Bärweiler 4. Daubach 5. Ippenschied 6. Kirschroth 7. Langenthal 8. Lauschied 9. Martinstein 10. Meddersheim 11. Merxheim 12. Monzingen 13. Nußbaum 14. Odernheim am Glan 15. Rehbach 16. Seesbach 17. Staudernheim 18. Weiler bei Monzingen 19. Winterburg | - 4. Kirn-Land [seat: Kirn] 1. Bärenbach 2. Becherbach bei Kirn 3. Brauweiler 4. Bruschied 5. Hahnenbach 6. Heimweiler 7. Heinzenberg 8. Hennweiler 9. Hochstetten-Dhaun 10. Horbach 11. Kellenbach 12. Königsau 13. Limbach 14. Meckenbach 15. Oberhausen bei Kirn 16. Otzweiler 17. Schneppenbach 18. Schwarzerden 19. Simmertal 20. Weitersborn - 5. Langenlonsheim 1. Bretzenheim 2. Dorsheim 3. Guldental 4. Langenlonsheim1 5. Laubenheim 6. Rümmelsheim 7. Windesheim - 6. Meisenheim 1. Abtweiler 2. Becherbach 3. Breitenheim 4. Callbach 5. Desloch 6. Hundsbach 7. Jeckenbach 8. Lettweiler 9. Löllbach 10. Meisenheim1, 2 11. Raumbach 12. Rehborn 13. Reiffelbach 14. Schmittweiler 15. Schweinschied | - 7. Rüdesheim 1. Allenfeld 2. Argenschwang 3. Bockenau 4. Boos 5. Braunweiler 6. Burgsponheim 7. Dalberg 8. Gebroth 9. Gutenberg 10. Hargesheim 11. Hergenfeld 12. Hüffelsheim 13. Mandel 14. Münchwald 15. Oberstreit 16. Roxheim 17. Rüdesheim an der Nahe1 18. Sankt Katharinen 19. Schloßböckelheim 20. Sommerloch 21. Spabrücken 22. Spall 23. Sponheim 24. Waldböckelheim 25. Wallhausen 26. Weinsheim 27. Winterbach - 8. Stromberg 1. Daxweiler 2. Dörrebach 3. Eckenroth 4. Roth 5. Schöneberg 6. Schweppenhausen 7. Seibersbach 8. Stromberg1, 2 9. Waldlaubersheim 10. Warmsroth |
| 1seat of the Verbandsgemeinde; 2town | | |